# Carlos Rodríguez (músico)
Carlos Damián Rodríguez (Campana, 13 de enero de 1972) es un músico, artista y compositor argentino, conocido por formar parte de la banda de hardcore Fun People y en la actualidad de la banda Boom Boom Kid. También se presenta con diferentes seudónimos como Nestokin, Boom Boom Kid, Voom Vaan Kinder, El Principito hardcore, Il Carlo, Shakiro y El Sol de América. Tiene editados varios CD, DVD, vinilos y libros.

## Trayectoria
En 1987 editó un fanzine llamado «Green Violence», en el que manifestaba su total repudio a la explotación y matanza de los animales. 
Desde 1989 está en los escenarios, primero como cantante al frente de Fun People, con los cuales grabaron decenas de discos de manera autogestionada e independiente.
En 1995, a través de su sello discográfico Ugly Records editó el split llamado El aborto ilegal asesina mi libertad en el que con su banda Fun People interpreta la canción de su autoría llamada «Lady». Ha manifestado su defensa de la libertad de elección frente al aborto y su compromiso con la comunidad LGBT en su canción «Neverwho (it’s obvio)». 
Ha formado parte  del disco de la reconocida banda argentina Los Auténticos Decadentes en la canción «Loco (tu forma de ser)». También ha sido el músico invitado en tours de la famosa banda Los Fabulosos Cadillacs tanto en México como en Reino Unido y Europa Continental.
En 2001, formó la banda Boom Boom Kid giró varias veces por Sudamérica, Asia, Europa e incluso Oceanía. 
Es un artista multifacético. Además de cantor es compositor, danzarín, director de cine y videoclips, DJ, fotógrafo, dibujante, editor de libros, escritor, diseñador de ropa y accesorios exclusivos.
Como director de cine, ha dirigido dos cortometrajes, siendo el primero «Charla y debate sobre el hundimiento del crecimiento ascenso y descenso de la creación de la creatividad de la deconstrucción y construkxión entre la materia y la animateria viva y muerta, tu, yo y ellos, todos y nadie, vivan todos, viva vos!» y el segundo «Federik Goes to Japan with the Fun People».

## Fun People
En el año 1995, tras siete años de conciertos, edita con Fun People (anteriormente llamados Anesthesia) el disco Anesthesia y salen de gira con la banda integrada por: Carlos Rodríguez, alias Nekro (voz), Lucas Elizalde Sequeira (guitarra), Julián Poggiese, alias Chuli (bajo) y Sebastián Garay, alias Gato (batería). Sus temas son interpretados en idioma español, inglés o ambos indistintamente. La banda se separó en 2001. 

## Boom Boom Kid
Tras la separación de Fun People, Rodríguez da forma a la agrupación Boom Boom Kid; al mismo tiempo que deja llamarse con el nombre de Nestokin y decide usar el nombre de su nueva banda como nombre artístico. Al igual que su agrupación anterior, también mezclan el inglés y el español en sus canciones.
Ha presentado sus discos por Latinoamérica, Europa, Japón y Estados Unidos, entre otros. Sus espectáculos, giras y las ediciones de sus trabajos discográficos, se realizan bajo la ideología hazlo tu mismo, a través del boca a boca.
Realiza también espectáculos acústicos en los que se acompaña tocando la guitarra en formato solista.
Entre sus interpretaciones de otros artistas se destacan: «Stay free» de la banda The Clash, o la canción «Príncipe Azul» del uruguayo Eduardo Mateo. 
El alto tono de su voz ha sido siempre su sello característico, aunque su voz puede llegar desde lo grave más gutural hasta los agudos más difíciles de alcanzar.

## Discografía

### Con Fun People
- 1995, Fun People, Anesthesia.
- 1996, Fun People, Kum Kum.
- 1997, Fun People, Todo niño sensible sabrá de qué estamos hablando.
- 1998, Fun People, The Fun People Experience.
- 1999, Fun People, The Art(e) of Romance.
- 1999, Fun People, Gori & Nekro - Golden hits.
- 2000, Fun People, Angustia no, no.

### Como Boom Boom Kid
- 2001, Boom Boom Kid, Okey Dokey.
- 2004, Boom Boom Kid, Smiles from Chapanoland.
- 2006, Boom Boom Kid, The many many moods of Boom Boom Kid.
- 2007, Boom Boom Kid, Wasabi.
- 2007, Boom Boom Kid, Espontáneos Minutos De 2x2 Es 16 Odas Al Dada Tunes.
- 2009, Boom Boom Kid, Frisbee.
- 2010, Boom Boom Kid, Colección verano 2010.
- 2011, Boom Boom Kid, Muy Frisbee.
- 2012, Boom Boom Kid, Libro absurdo.
- 2014, Boom Boom Kid, Demasiado en fiestas.
- 2017, Boom Boom Kid,’’Disco del Otoño’’
- 2017, Boom Boom Kid,’’Disco del Invierno’’
- 2017, Boom Boom Kid,’’Disco de la Primavera’’
- 2017, Boom Boom Kid,’’Disco del Verano’’

Sus discos son presentados con un arte diferente cómo el álbum Frisbee, presentado con el juego lúdico del frisbee, el mismo va por la cuarta edición y ya superó los 5500 copias vendidas. El 8 de octubre de 2011 es invitado a tocar junto a la banda Bad Religion.
Terra (7 de octubre de 2011). «Boom Boom Kid habla de Fun People y del show de Bad Religion». Archivado desde el original el 21 de octubre de 2015. Consultado el 14 de octubre de 2011.</ref>

"Mi ego pasa por haber sobrevivido a diferentes situaciones y todavía seguir cantando".
Carlos Rodríguez, septiembre de 2004.

## Galería

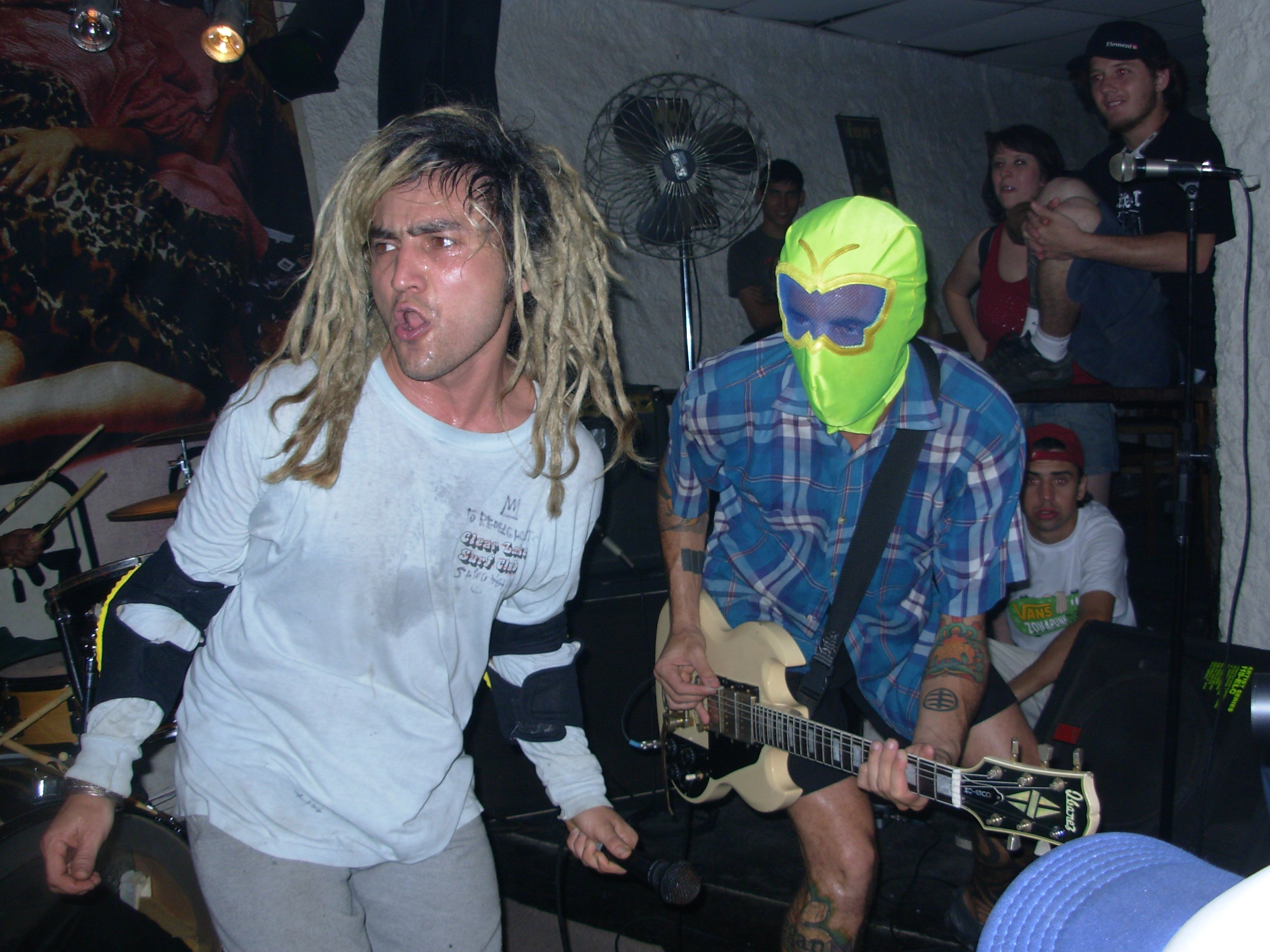
Boom Boom Kid en 2007.
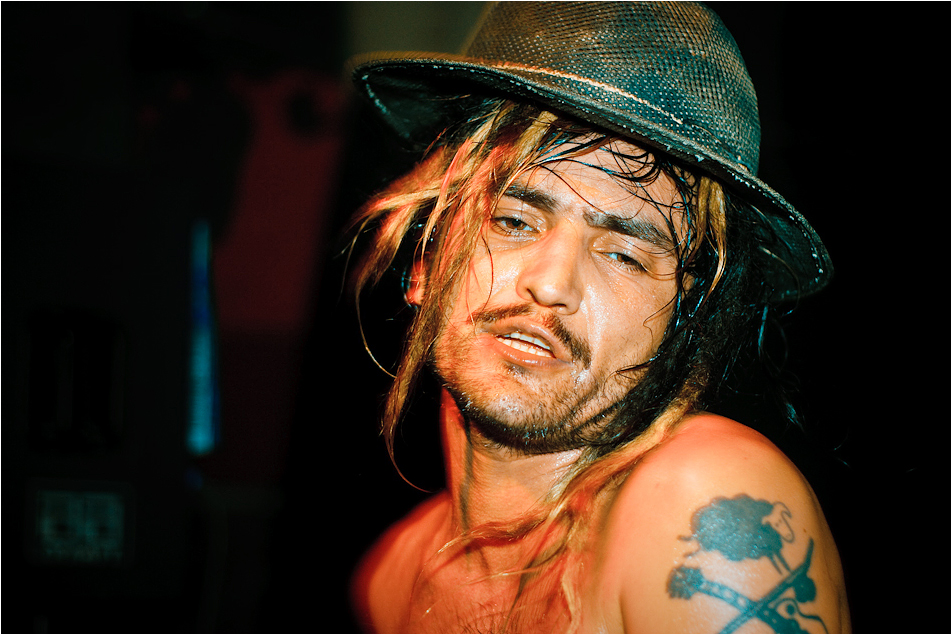
Boom Boom Kid en 2010.
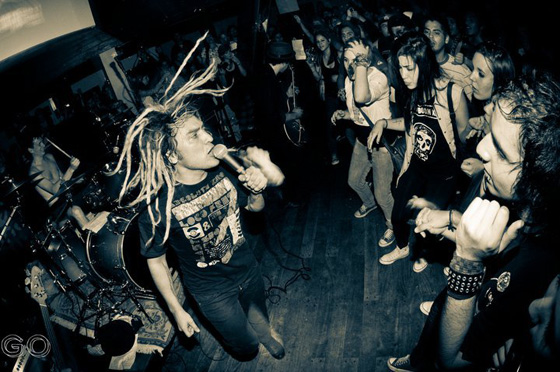
Boom Boom Kid en 2013.